# 籠谷政高
籠谷 政高（こもりや まさたか）は、安土桃山時代の武将。下野宇都宮氏の家臣。下野国籠谷城主。

## 略歴
天正年間に籠谷城を築城し城主となった。
天正18年（1590年）、小田原征伐に参加。忍城の戦いで石田三成の配下で豊臣軍として参戦し武功を挙げ1160石加増される。同年、籠谷村の草庵に伽藍を建立。その際に浄土真宗から天台宗に改宗させた。現在も栃木県真岡市下籠谷に常在山無量寿寺として残っている。
天正20年（1592年）、宇都宮国綱・芳賀高武らと共に朝鮮出兵に同行した。宇喜多秀家の配下として、宇都宮氏と共に慶長の役と順天城の戦いに参戦して武功をあげる。